# Polizei-Regiment Nord
Das Polizei-Regiment Nord war eine militärische Einheit der Ordnungspolizei im NS-Staat, die im Zweiten Weltkrieg eingesetzt wurde.
Die deutschen Militär- und Polizeibehörden planten einen Vernichtungskrieg gegen die „jüdisch-bolschewistische“ kommunistische Regierung als auch die Bürger der Sowjetunion. In den Winter- und Frühjahrsmonaten 1941 verhandelten Beamte des Oberkommandos des Heeres  und des Reichssicherheitshauptamtes über den Einsatz von Einsatzgruppen der Sicherheitspolizei und des SD hinter der Front. Die Einsatzgruppen sollten mit Massenerschießungen von Juden, Kommunisten und anderen als gefährlich erachteten Personen eine langfristige deutsche Herrschaft ermöglichen. Das Polizei-Regiment Nord wurde im Juni 1941 mittels Unterstellung von drei Polizei-Bataillonen und ergänzender Einheiten gebildet.  Während der Operation Barbarossa war es in dem vom Deutschen Reich besetzten Teil der Sowjetunion im rückwärtigen Raum der deutschen Heeresgruppe Nord im Einsatz. Es wurde dem Höheren SS- und Polizeiführer (HSS-PF), Hans-Adolf Prützmann, für den Einsatz bei der Heeresgruppe Nord unterstellt.
Zusammen mit den Einsatzgruppen verübte das Polizei-Regiment Nord im Holocaust zahlreiche Massenmorde. Die Informationen über den Umfang der Aktivitäten sind geringer als bei den beiden Polizei-Regimentern Mitte und Süd, da keine Einsatzberichte des Verbands durch britische Funkstellen abgefangen wurden. Die Funkstelle des HSS-PF hatte im Sommer 1941 Schwierigkeiten bei der Übertragung. Per 12. September 1941 wurden die Höheren SS- und Polizeiführer angewiesen keine Berichte mehr über Funk zu senden. Aus diesem Grund gibt es keine dechiffrierten Ultra Berichte des britischen Nachrichtendienst zu diesem Verband.